# Coupe des Pays-Bas de football 1964-1965
Navigation
Édition précédente Édition suivante
La Coupe des Pays-Bas de football 1964-1965, nommée la KNVB beker, est la 47e édition de la Coupe des Pays-Bas. La finale se joue le 29 mai 1965 au stade Feijenoord à Rotterdam.
Le club vainqueur de la coupe est qualifié pour la Coupe des coupes 1965-1966.

## Finale
Le Feyenoord Rotterdam bat Go Ahead Eagles 1 à 0 et remporte son troisième titre, l'unique but de la rencontre est marqué à deux minutes de la fin par Frans Bouwmeester.
Feyenoord réussit le doublé coupe-championnat cette saison, le club de Deventer se qualifie pour la Coupe des coupes 1965-1966 grâce à sa place de finaliste de la Coupe.